# Yusuf Ziya Özcan
Yusuf Ziya Özcan (* 15. März 1951 in Ankara) ist ein türkischer Sozialwissenschaftler und war von Ende 2007 bis 2011 Präsident des Türkischen Hochschulrats (YÖK).
Er stand dabei im Zentrum von politischen Kontroversen um die Hochschulpolitik und den türkischen Laizismus. Özcan wurde 2008 unter die fünfzig einflussreichsten Personen in der Türkei gezählt.

## Leben
Özcan wuchs in Erbaa im Dorf Hacı Ali bei seiner Großmutter auf, da seine Mutter jung verstarb. Als Offizierssohn absolvierte er Grundschule und Gymnasium in verschiedenen Städten der Türkei. Im Jahre 1973 schloss er sein Soziologiestudium an der Universität Ankara ab und arbeitete einige Jahre als wissenschaftlicher Assistent. Anschließend ging er als Staatsstipendiat an die Universität von Chicago und promovierte dort.
Özcan kehrte aus den USA zurück, nahm 1981 seine Lehrtätigkeit an der Technischen Universität des Nahen Ostens in Ankara (ODTÜ) auf und erlangte dort den akademischen Grad „doçent“ (Assoc. Prof. 1989).
Von 1992 bis 1994 unterrichtete Özcan an der International Islamic University Malaysia, wo zu diesem Zeitpunkt auch der spätere türkische Außenminister Ahmet Davutoğlu (AKP) lehrte, und leitete ein empirisches Forschungsprojekt, das das Verhältnis von Entwicklung und traditionellen islamischen Werten in ländlichen Gebieten der Provinz Kelantan untersuchte.
Als Soziologieprofessor an der ODTÜ in Ankara leitete er 2003 und 2004 auch die Fakultät Soziologie.
In zahlreichen Publikationen hat Özcan zu einem breiten Themenspektrum veröffentlicht, von Moscheebau, Wahlanalyse, Polizei, jugendlichem Rauchen, Armut, Gleichstellung der Geschlechter bis hin zu Lebensqualität in der Türkei.
Er war ein Berater des Präsidenten von TÜBITAK, dem wichtigen Wissenschafts- und Forschungsrat der Türkei.
Özcan war von ihrer Gründung 2004 bis 2008 auch Vorsitzender des wissenschaftlichen Beirats der "Organisation für Internationale Strategieforschungen" USAK (Uluslararası Stratejik Arastirmalar Kurumu); einer Denkfabrik die glaubt, die Studiendisziplin Internationale Beziehungen leide an dem "begrenzten okzidentalo-zentrischen Verständnis und brauche mehr andere Ansätze."
Darüber hinaus war Özcan 2003 einer der Gründer der Pollmark Marktforschungsgesellschaft, die von Recep Tayyip Erdoğan mit Meinungsumfragen vor den türkischen Parlaments- und Präsidentschaftswahlen beauftragt wurde.

## Hochschulpolitik
Im Dezember 2007 wurde Özcan von Staatspräsident Abdullah Gül zum Präsidenten des Türkischen Hochschulrats (YÖK) ernannt.
In seinen ersten Äußerungen nach der Ernennung betonte Özcan sein Eintreten für die Freiheit und gegen alle Verbote, was allgemein als Hinweis auf das seit 1982 geltende Kopftuchverbot an türkischen Universitäten verstanden wurde.
Außerdem kündigte er an, die bereits dem YÖK berichteten Probleme der Universitäten anzuschauen, eine Prioritätenliste zu machen und sie dann anzugehen.
Im Februar 2008 wurde vom Parlament eine hoch kontroverse Änderung der Artikel 10 und 42 der türkischen Verfassung beschlossen, welche die Gleichheit vor dem Gesetz und das Recht auf höhere Bildung behandeln.
Özcan erklärte, nach der Änderung der Verfassung seien für eine Freigabe des Kopftuches keine weiteren Gesetze nötig, während andere meinten, die Verfassungsänderung reiche nicht aus, auch das Hochschulgesetz müsse adaptiert werden, das die Richtlinien für Universitäten festlegt.
Özcan bezichtigte andersdenkende Rektoren des Verfassungsbruchs und drohte mit strafrechtlicher Verfolgung.
Die Rektorenkonferenz forderte daraufhin einstimmig Özcans Rücktritt. Das Verwaltungsgericht entschied wenig später, der YÖK-Präsident habe in dieser Sache seine Kompetenzen überschritten.
Am 5. Juni 2008 annullierte das türkische Verfassungsgericht die Verfassungsänderungen, da sie gegen das in der Verfassung verankerte Gebot einer Trennung von Staat und Religion verstießen.
Der Streit um das Kopftuch und die Verfassungsänderung steht in engem zeitlichen und inhaltlichen Zusammenhang mit dem Parteiverbotsverfahren gegen die Regierungspartei AKP, welches im März 2008 eingeleitet und im Juli 2008 abgelehnt wurde.
2009 beschloss der YÖK unter Özcan umstrittene Änderungen an der Hochschulzugangsprüfung Öğrenci Seçme Sınavı.
Özcan erklärte in einem Interview im Dezember 2009, dass die Türkei Kapazität für 200 Universitäten habe und dass die Gründung von privaten Hochschulen jenseits von staatlichen Universitäten und Stiftungsuniversitäten erlaubt werden müsse.
2011 wurde Özcan als Präsident des Türkischen Hochschulrats (YÖK) von Gökhan Çetinkaya abgelöst.
Von 2012 bis 2016 war Özcan Botschafter der Türkei in Polen.